# Марк Ліциній Красс Фругі (консул 14 року до н.е.)
Марк Ліциній Красс Фругі (лат. Marcus Licinius Crassus Frugi, чи Marcus Licinius Crassus Dives; 47 до н. е. — після 6 до н. е.) — політичний,державний та військовий діяч ранньої Римської імперії, консул 14 року до н. е.

## Життєпис
Походив з роду нобілів Пупіїв. Син Марка Кальпурнія Пізона Фругі. 
Замолоду був всиновлений Марком Ліцинієм Крассом, консулом 30 року до н. е. Про його молоді роки збереглося мало відомостей. 
У 14 році до н. е. обрано консулом разом з Гнеєм Корнелієм Лентулом. З 13 до 10 року до н. е. займав посаду легата пропретора провінції Ближня Іспанія. Тоді ж він став патроном громади бокоританів, яка мешкала на острові Мальорка. У 9—8 роках до н. е. виконував обов'язки проконсула провінції Африка. Тоді ж став членом колегії авгурів. По поверненню до Риму відійшов від державницьких справ.

## Родина
- Марк Ліциній Красс Фругі, 27 року н. е.